# Floyd Cramer

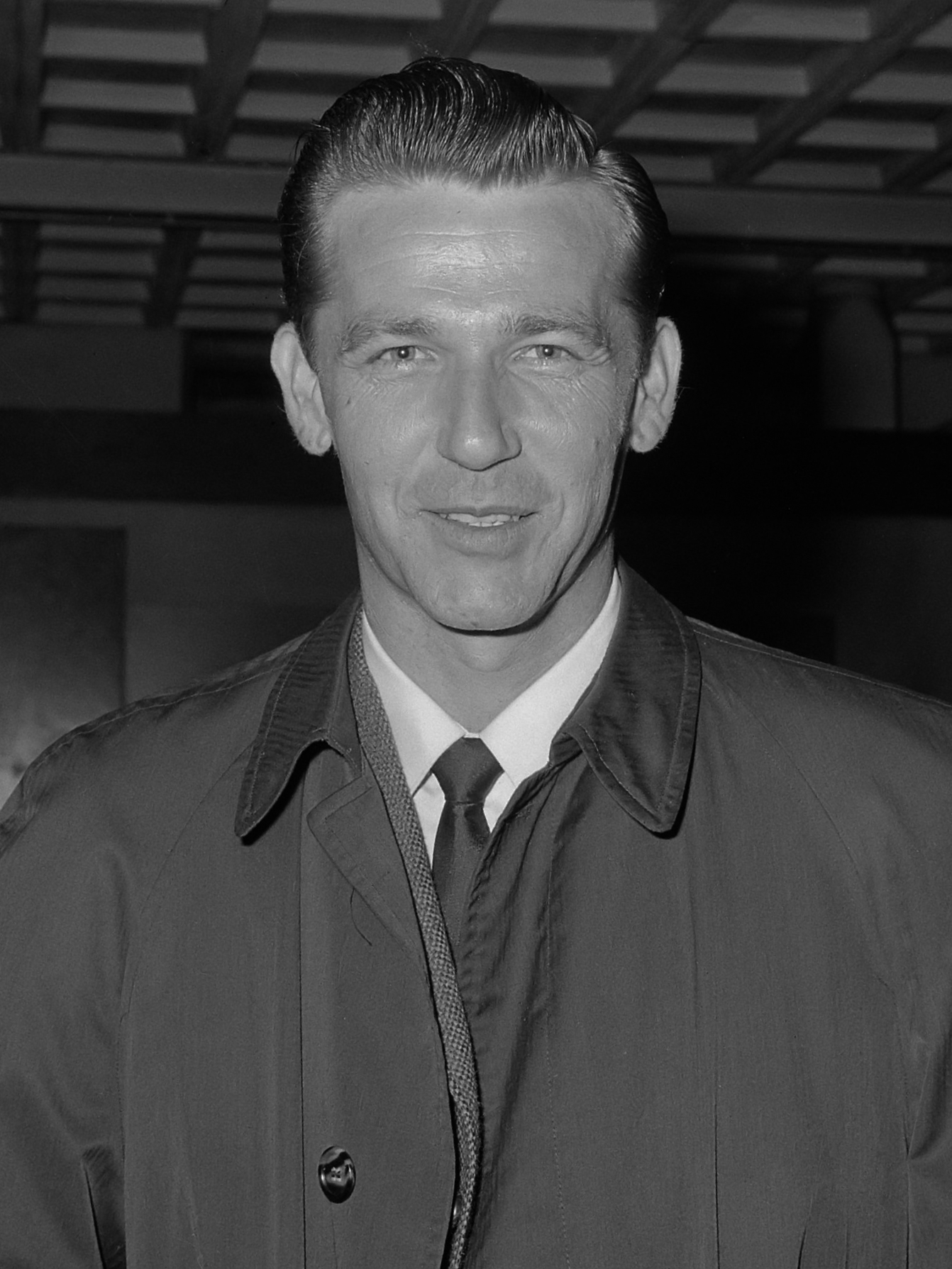
Floyd Cramer (1965)

Floyd Cramer (* 27. Oktober 1933 in Samti, in der Nähe von Shreveport, Louisiana; † 31. Dezember 1997 in Nashville, Tennessee) war ein US-amerikanischer Pianist und als Komponist ein Vertreter der Country-Musik.

## Biografie
Insbesondere mit Chet Atkins, Boots Randolph und anderen kreierte er den Nashville Sound der 1950er und 1960er Jahre. Cramer hatte mit zahlreichen Künstlern der engeren Country-Szene zusammengearbeitet, aber auch mit Popgrößen wie Roy Orbison (z. B. Oh, Pretty Woman), Paul Anka, Brenda Lee, Perry Como und Elvis Presley (er wirkte bei mehreren seiner Nummer-1-Hits mit, u. a. 1956 bei der ersten Nummer 1 Heartbreak Hotel).
Mit seinem unverwechselbaren Piano-Stil hatte der unter anderem mit Paul McCartney befreundete Floyd Cramer als Instrumentalist auch Solo-Erfolge. Seine Singles platzierten sich mehrmals in der Billboard Hot 100 und 1961 platzierte sich On the Rebound in Großbritannien auf Platz 1. Insgesamt hatte er über 50 Alben herausgebracht, die in den letzten Jahren neben dem Musik-Genre Country auch unter dem Musikstil Easy Listening veröffentlicht wurden.
Sein Stück Last Date (in einer Version von Duane Eddy aus dem Jahr 1963) war die Kennmelodie der Sendung Musik zum Träumen, die im Sender Ö3 in den 1970er-Jahren von 23:05h bis Mitternacht lief und sich auch in den umliegenden Ländern größter Beliebtheit erfreute.
Floyd Cramer starb am 31. Dezember 1997 im Alter von 64 Jahren an Lungenkrebs.

## Diskografie

### Alben
| Jahr | Titel                                    | Höchstplatzierung, Gesamtwochen, AuszeichnungChartplatzierungen (Jahr, Titel, Platzierungen, Wochen, Auszeichnungen, Anmerkungen) | Höchstplatzierung, Gesamtwochen, AuszeichnungChartplatzierungen (Jahr, Titel, Platzierungen, Wochen, Auszeichnungen, Anmerkungen) | Anmerkungen                     |
| Jahr | Titel                                    | US | Country | Anmerkungen                     |
| ---- | ---------------------------------------- | --- | --- | ------------------------------- |
| 1961 | On the Rebound                           | US70 (16 Wo.)US | — |                                 |
| 1962 | Floyd Cramer Gets Organ-ized             | US113 (6 Wo.)US | — |                                 |
| 1962 | I Remember Hank Williams                 | US130 (2 Wo.)US | — |                                 |
| 1965 | Hits from the Country Hall of Fame       | — | Country10 (13 Wo.)Country |                                 |
| 1965 | Class of ’65                             | US107 (13 Wo.)US | — |                                 |
| 1966 | Class of ’66                             | US123 (7 Wo.)US | — |                                 |
| 1967 | Here’s What’s Happening!                 | US166 (6 Wo.)US | Country20 (16 Wo.)Country |                                 |
| 1967 | Class of ’67                             | — | Country21 (10 Wo.)Country |                                 |
| 1968 | Floyd Cramer Plays Country Classics      | — | Country16 (13 Wo.)Country |                                 |
| 1968 | Floyd Cramer Plays MacArthur Park        | — | Country36 (2 Wo.)Country |                                 |
| 1969 | Class of ’69                             | — | Country31 (6 Wo.)Country |                                 |
| 1969 | Floyd Cramer Plays More Country Classics | — | Country17 (17 Wo.)Country |                                 |
| 1970 | The Big Ones, Vol. 2                     | US183 (3 Wo.)US | — |                                 |
| 1970 | This Is Floyd Cramer                     | — | Country39 (5 Wo.)Country |                                 |
| 1970 | Class of ’70                             | — | Country43 (3 Wo.)Country |                                 |
| 1971 | Sounds of Sunday                         | — | Country44 (4 Wo.)Country |                                 |
| 1971 | Class of ’71                             | — | Country34 (4 Wo.)Country |                                 |
| 1973 | Class of ’73                             | — | Country34 (9 Wo.)Country |                                 |
| 1974 | Floyd Cramer in Concert                  | — | Country25 (9 Wo.)Country |                                 |
| 1976 | Floyd Cramer Country                     | — | Country46 (4 Wo.)Country |                                 |
| 1977 | Floyd Cramer & the Keyboard Kick Band    | — | Country50 (2 Wo.)Country |                                 |
| 1977 | Chet, Floyd & Danny                      | — | Country46 (3 Wo.)Country | mit Chet Atkins und Danny Davis |
| 1980 | Dallas                                   | US170 (5 Wo.)US | Country29 (14 Wo.)Country |                                 |

grau schraffiert: keine Chartdaten aus diesem Jahr verfügbar
Weitere Alben
- 1957: That Honky Tonk Piano
- 1960: Hello Blues
- 1961: On the Rebound
- 1961: Last Date
- 1962: Floyd Cramer Gets Organ-ized
- 1962: I Remember Hank Williams
- 1962: America’s Biggest Selling Pianist
- 1963: Swing Along with Floyd Cramer
- 1963: Comin’ On
- 1963: Three Great Pianos (mit Peter Nero und Frankie Carle)
- 1964: Country Piano-City Strings
- 1964: Cramer at the Console
- 1964: The Best of Floyd Cramer
- 1965: The Magic Touch of Floyd Cramer
- 1966: The Distinctive Piano Style of Floyd Cramer
- 1966: Only the Big Ones
- 1967: We Wish You a Merry Christmas
- 1967: Night Train
- 1967: Floyd Cramer Plays the Monkees
- 1968: Class of ’68
- 1968: The Best of Floyd Cramer Volume 2
- 1970: With the Music City Pops
- 1971: Almost Persuaded
- 1971: Chet, Floyd & Boots (mit Chet Atkins und Boots Randolph)
- 1972: Detours
- 1972: Class of ’72
- 1972: Best of the Class of Floyd Cramer
- 1972: Date with Floyd Cramer
- 1973: Floyd Cramer Plays the Big Hits
- 1973: Super Country Hits
- 1974: Young and Restless
- 1974: Spotlight On
- 1975: Piano Masterpieces 1900–1975
- 1975: Class of ’74 and ’75
- 1978: Looking for Mr. Goodbar
- 1979: Super Hits
- 1981: Great Country Hits
- 1981: The Best of the West
- 1982: 20 of the Best
- 1985: Collector's Date
- 1985: Country Classics
- 1988: Special Songs of Love
- 1988: Country Gold
- 1988: Just Me and My Piano
- 1989: Forever Floyd Cramer
- 1989: We Wish You a Merry Christmas
- 1989: Originals
- 1991: Gospel Classics
- 1994: The Piano Magic of Floyd Cramer
- 1995: Favorite Country Hits 1
- 1996: The Piano Magic of Floyd Cramer 2
- 1997: Blue Skies
- 1997: Favorite Country Hits 2

### Singles
| Jahr | Titel Album             | Höchstplatzierung, Gesamtwochen, AuszeichnungChartplatzierungen (Jahr, Titel, Album, Platzierungen, Wochen, Auszeichnungen, Anmerkungen) | Höchstplatzierung, Gesamtwochen, AuszeichnungChartplatzierungen (Jahr, Titel, Album, Platzierungen, Wochen, Auszeichnungen, Anmerkungen) | Höchstplatzierung, Gesamtwochen, AuszeichnungChartplatzierungen (Jahr, Titel, Album, Platzierungen, Wochen, Auszeichnungen, Anmerkungen) | Höchstplatzierung, Gesamtwochen, AuszeichnungChartplatzierungen (Jahr, Titel, Album, Platzierungen, Wochen, Auszeichnungen, Anmerkungen) | Anmerkungen      |
| Jahr | Titel Album             | DE | UK | US | Country | Anmerkungen      |
| ---- | ----------------------- | --- | --- | --- | --- | ---------------- |
| 1958 | Flip, Flop and Bop –    | — | — | US87 (2 Wo.)US | — | Eigenkomposition |
| 1960 | Last Date –             | — | — | US2 (20 Wo.)US | Country11 (18 Wo.)Country | Eigenkomposition |
| 1961 | On the Rebound –        | — | UK1 (14 Wo.)UK | US4 (13 Wo.)US | — | Eigenkomposition |
| 1961 | San Antonio Rose –      | DE19 (16 Wo.)DE | UK36 (8 Wo.)UK | US8 (12 Wo.)US | Country8 (10 Wo.)Country |                  |
| 1961 | Your Last Goodbye –     | — | — | US63 (7 Wo.)US | — | Eigenkomposition |
| 1961 | Hang On –               | — | — | US95 (2 Wo.)US | — |                  |
| 1962 | Chattanooga Choo Choo – | — | — | US36 (8 Wo.)US | — |                  |
| 1962 | Let’s Go –              | — | — | US90 (2 Wo.)US | — |                  |
| 1962 | Lovesick Blues –        | — | — | US87 (3 Wo.)US | — |                  |
| 1962 | Hot Pepper –            | — | UK46 (2 Wo.)UK | US49 (11 Wo.)US | — | Eigenkomposition |
| 1962 | Java –                  | — | — | US49 (11 Wo.)US | — |                  |
| 1967 | Stood Up –              | — | — | — | Country53 (7 Wo.)Country |                  |
| 1980 | Dallas –                | — | — | — | Country32 (10 Wo.)Country |                  |

Weitere Singles
- 1962: Swing Low
- 1962: Losers Weepers
- 1963: (These Are) The Young Years
- 1963: How High the Moon
- 1963: Heartless Heart
- 1968: By the Time I Get to Phoenix
- 1970: Theme from 222
- 1977: Rhythm of the Rain

## Ehrungen
- 1993 Aufgenommen in Country Music Hall of Fame – Kategorie Recording and/or Touring Musician Active Prior to 1980
- 2003 Aufgenommen in Rock and Roll Hall of Fame – Kategorie sidemen (postum)
- 2008 Aufgenommen in The Louisiana Music Hall Of Fame (postum)